# Giro di Sassonia
Il Giro di Sassonia (ted.: Sachsen-Tour International) era una corsa a tappe di ciclismo su strada maschile che si disputò in Sassonia, Germania, tra il 1985 e il 2009 nel mese di luglio. Fino al 1995 la gara era riservata ai dilettanti; dal 2005 fu inserita nel programma dell'UCI Europe Tour come evento di classe 2.1.

## Albo d'oro
Aggiornato all'edizione 2009.
| Anno | Vincitore          | Secondo             | Terzo                 |
| ---- | ------------------ | ------------------- | --------------------- |
| 1985 | Wolfgang Lötzsch   | Matthias Lendt      | Olaf Frölich          |
| 1986 | Uwe Ampler         | Jens Heppner        | Mario Kummer          |
| 1987 | Jens Heppner       | Gerd Audehm         | Olaf Jentzsch         |
| 1988 | Frank Kühn         | Hardy Gröger        | Gus Herik Schur       |
| 1989 | Uwe Ampler         | Dirk Schiffner      | Wolfgang Lötzsch      |
| 1990 | Jans Koerts        | Jan Schaffrath      | Falk Boden            |
| 1991 | Steffen Blochwitz  | Bert Dietz          | Dan Radtke            |
| 1992 | Jörn Reuß          | Thomas Liese        | Heiko Latocha         |
| 1993 | Brendan Hart       | Max van Heeswijk    | Maksim Ratkinov       |
| 1994 | Brian Fowler       | Ric Reid            | Grant Rice            |
| 1995 | Dirk Müller        | Timo Scholz         | Ralf Keller           |
| 1996 | Jens Voigt         | Jörg Jaksche        | Dirk Müller           |
| 1997 | Anton Čantjr       | Edouard Gritsoun    | Lutz Lehman           |
| 1998 | Thomas Liese       | Steffen Wesemann    | Jürgen Werner         |
| 1999 | Jörn Reuß          | Martin Rittsel      | Holger Sievers        |
| 2000 | Thomas Liese       | Valter Bonca        | Anton Čantjr          |
| 2001 | Jørgen Bo Petersen | Tubor Tesar         | Sasa Sviben           |
| 2002 | Oscar Camenzind    | Jørgen Bo Petersen  | Jürgen Werner         |
| 2003 | Fabian Wegmann     | Frank Höj           | Daniel Schnider       |
| 2004 | Andrej Kašečkin    | Tomáš Konečný       | Christian Pfannberger |
| 2005 | Mathew Hayman      | Christian Knees     | Heinrich Haussler     |
| 2006 | Vladimir Gusev     | Lorenzo Bernucci    | Michael Barry         |
| 2007 | Joost Posthuma     | Bobby Julich        | Michael Schär         |
| 2008 | Bert Grabsch       | Michael Rogers      | Tony Martin           |
| 2009 | Patrik Sinkewitz   | Sebastian Langeveld | Dirk Müller           |